# 청진 궤도전차
청진 궤도전차(淸津軌道電車)는 조선민주주의인민공화국 청진시에 있는 노면전차이다.

## 역사
청진에는 1970년대에 청진 트롤리버스가 운영되고 있었지만, 전력 부족의 영향으로 운행 횟수가 줄어들고 있었다. 또 고무 부족으로 인한 타이어 정비 불량이나, 수송력이 낮은 문제 등 여러 가지 문제가 있었다. 그러나 평양에서 노면전차 운행이 성과를 보자, 1990년대 말에 청진 노면 전차의 부설이 정부에 의해 결정되었다.
1998년 11월부터 부설 공사를 개시해, 1999년 7월 2일에 남청진(南淸津)~봉천동(鳳泉洞)간 6km 구간이 개통되었다. 12월 24일에는 남청진~사봉(沙峯)간의 구간이 개통되면서 총연장은 13 km가 되었다. 예정 노선은 32 km이지만 자원 부족등의 영향으로 연장이 이루어지지 않고 있다. 차량은 평양 전차에서 옮겨 왔다. 전력 부족이 심각해져 한때 운행이 중지 되었지만, 최근에 다시 운행이 재개되고 있다.

## 노선
- 사봉~남청진~봉천동 (13km)

## 같이 보기
- 서울전차
- 부산전차
- 평양 궤도전차